# رضاشاه (کتاب)
رضاشاه نام کتابی تاریخی پیرامون زندگی و به قدرت رسیدن رضاشاه بنیان‌گذار شاهنشاهی پهلوی نوشته صادق زیباکلام، استاد علوم سیاسی اهل ایران است. این کتاب در تاریخ ۱۰ تیر ۱۳۹۸ برابر با ۱ ژوئیه ۲۰۱۹ توسط انتشارات اچ‌انداس در لندن به چاپ رسید. کتاب رضاشاه عمدتاً بر رویداد کودتای سوم اسفند ۱۲۹۹ و شیوه به قدرت رسیدن رضاشاه متمرکز است. انتشار این کتاب در ایران توسط نظام جمهوری اسلامی ممنوع اعلام شده‌است. با این وجود نسخه‌هایی از این کتاب در اینترنت منتشر شده‌است. همچنین یک نسخه صوتی با صدای نویسنده نیز در اینترنت در دسترس است.

## درونمایه
این کتاب در تضاد با روایت رسمی حکومت جمهوری اسلامی پیرامون زندگینامه رضاشاه است. زیباکلام در این کتاب احتمال دخالت خارجی در به قدرت رسیدن رضاشاه را «صفر درصد» می‌داند. او این باور که «رضاشاه را انگلیسی‌ها بر سر کار آوردند» را رد می‌کند و آن را در حد یک تئوری توطئه می‌داند. دستمایه اصلی او برای نوشتن این کتاب اسناد رسمی وزارت امور خارجه بریتانیا است. به باور زیباکلام چون کتابش با قرائت رسمی حکومت جمهوری اسلامی از زندگی و دستاوردهای رضاشاه منافات دارد، در ایران مجوز انتشار نگرفته‌است. زیباکلام در این کتاب عنوان می‌کند که نخست قرائت خودش با قرائت امروز نظام جمهوری اسلامی یکسان بوده اما در زمانی که مشغول تحقیق برای پایان‌نامه دکترایش بود، دیدگاهش نسبت به رضاشاه کاملاً تغییر کرد.

## بخش‌هایی از متن کتاب
... نمی‌توان میان آنچه در ایران به عنوان «تاریخ» عصر رضاشاه ترویج می‌شود، با آنچه در اسناد وزارت خارجه انگلستان در مورد او و نحوه به قدرت رسیدنش آمده، نسبتی برقرار کرد. بر اساس روایت اول او عامل انگلستان بود و انگلیسی‌ها وی را به قدرت می‌رسانند. در حالی که از اسناد رسمی دولت انگلستان ابداً چنین چیزی برداشت نمی‌شود و آنها نه اساساً آشنایی عمیق و درازمدتی با او داشتند و نه بعداً که او را شناختند شخصیتش را پسندیدند.— رضاشاه، صفحهٔ ۱۲

## نقد
کتاب مذکور خلاصه‌ای است از کتاب «ایران، برآمدن رضاخان، برافتادن قاجار و نقش انگلیسیها» نوشته‌ی سیروس غنی. صادق زیباکلام با حذف بخش‌هایی از کتاب سیروس غنی نسبت به انتشار کتابی جدید مبادرت کرد. نکته‌ی جالب توجه اینجاست که سیروس غنی در کتاب خود نقش انگلیسیها در به قدرت رسیدن رضاخان را به‌طور تفصیلی بررسی می‌کند ولی صادق زیباکلام با خلاصه‌سازی سلیقه‌ای همان کتاب، ادعای عدم نقش انگلیسی‌ها در قدرت یافتن رضاخان را مطرح می‌کند.